# Bułgaria na Letnich Igrzyskach Olimpijskich Młodzieży 2010
Bułgarię na Letnich Igrzyskach Olimpijskich Młodzieży 2010 w Singapurze reprezentowało 21 sportowców w 12 dyscyplinach.

## Medale
| Medal | Zawodnik        | Dyscyplina           | Konkurencja                  |
| ----- | --------------- | -------------------- | ---------------------------- |
|       | Bojanka Kostowa | Podnoszenie ciężarów | Kategoria do 53 kg dziewcząt |
|       | Georgi Szikow   | Podnoszenie ciężarów | Kategoria do 85 kg chłopców  |
|       | Georgi Conow    | Lekkoatletyka        | Trójskok chłopców            |

## Skład kadry

### Boks
| Zawodnik          | Konkurencja        | Wynik |
| ----------------- | ------------------ | ----- |
| Denisław Suslekow | Kategoria do 57 kg |       |

### Gimnastyka
| Zawodnik         | Konkurencja                       | Wynik |
| ---------------- | --------------------------------- | ----- |
| Anastasija Kisse | wielobój indywidualnie dziewczęta |       |

### Judo
| Zawodnik         | Konkurencja                 | Wynik |
| ---------------- | --------------------------- | ----- |
| Joanna Damjanowa | Kategoria do 4 kg dziewcząt |       |

### Kajakarstwo
| Zawodnik        | Konkurencja        | Wynik |
| --------------- | ------------------ | ----- |
| Boris Nedjałkow | K1 sprint chłopców |       |
| Boris Nedjałkow | K1 slalom chłopców |       |

### Lekkoatletyka
| Zawodnik        | Konkurencja             | Wynik |
| --------------- | ----------------------- | ----- |
| Galina Nikołowa | Skok wzwyż dziewcząt    |       |
| Georgi Dimitrow | Skok wzwyż chłopców     |       |
| Georgi Conow    | Trójskok chłopców       |       |
| Karin Okolie    | Bieg na 200 m dziewcząt |       |

### Łucznictwo
| Zawodnik       | Konkurencja           | Wynik |
| -------------- | --------------------- | ----- |
| Teodor Todorow | Indywidualnie chłopcy |       |

### Pięciobój nowoczesny
| Zawodnik           | Konkurencja              | Wynik |
| ------------------ | ------------------------ | ----- |
| Beatricze Genczewa | Indywidualnie dziewczęta |       |
| Iwanow Dojczo      | Indywidualnie chłopcy    |       |

### Pływanie
| Zawodnik          | Konkurencja                      | Wynik              |
| ----------------- | -------------------------------- | ------------------ |
| Kristina Munczewa | 50 m stylem dowolnym dziewcząt   |                    |
| Kristina Munczewa | 100 m stylem dowolnym dziewcząt  |                    |
| Łyczezar Szumkow  | 100 m stylem klasycznym chłopców | Odpadł w półfinale |
| Łyczezar Szumkow  | 200 m stylem klasycznym chłopców |                    |

### Podnoszenie ciężarów
| Zawodnik        | Konkurencja                  | Wynik |
| --------------- | ---------------------------- | ----- |
| Georgi Szikow   | Kategoria do 85 kg chłopców  |       |
| Bojanka Kostowa | Kategoria do 53 kg dziewcząt |       |

### Strzelectwo
| Zawodnik        | Konkurencja                    | Wynik |
| --------------- | ------------------------------ | ----- |
| Sołomon Borisow | Pistolet pneumatyczny chłopców |       |

### Wioślarstwo
| Zawodnik                      | Konkurencja      | Wynik |
| ----------------------------- | ---------------- | ----- |
| Weselin Rusinow Teri Georgiew | Dwójki chłopców  |       |
| Petja Mawrowa Teodora Geszewa | Dwójki dziewcząt |       |

### Zapasy
| Zawodnik   | Konkurencja                               | Wynik |
| ---------- | ----------------------------------------- | ----- |
| Jana Ahmed | Kategoria do 60 kg (styl wolny) dziewcząt |       |